# 薩莉·朱厄爾
薩莉·朱厄爾（Sally Jewell，1956年2月21日—）是英國出生的美國企業家，第51任美國內政部長，在巴拉克·歐巴馬任內被指派，她是蓋爾·諾頓以來第二位擔任此職務的女性。朱厄爾之前擔任西雅圖的休閒娛樂有限公司（Recreational Equipment Inc）的總裁和執行長，她的教育背景是來自工程學，之前還在石油業和銀行業工作過。

## 早年生涯
朱厄爾出生在英國，出生時名字是「薩莉·羅菲」，她的父母分別為安妮和彼得·羅菲，她在4歲時與家人搬到美國，她的爸爸是一名麻醉科醫師，在華盛頓大學工作，她於1973年從伦顿高中畢業，並且在1978年從華盛頓大學獲得機械工程學位。

## 職業生涯
朱厄爾在1978年到1981年間替美孚石油於奧克拉荷馬州的油田工作，之後她加入了西雅圖的瑞尼爾銀行（Rainier Bank），主要負責對石油公司進行借貸。她在銀行界繼續工作了20年時間，首先在收購了瑞尼爾銀行的太平洋證卷（Security Pacific）下工作，接著在1992年開始替西一銀行（WestOne Bank）工作直到1995年，最後在1995年到2000年間替華盛頓互惠工作，她在1996年加入了休閒娛樂有限公司的董事會並在2000年成為首席營運長，接著在2005年年成為執行長。朱厄爾也在經營健康保險的普瑞梅拉藍十字公司（Premera Blue Cross）和華盛頓大學擔任董事，朱厄爾在2009年獲頒奧杜邦學會的獎項以表揚她在生態上的貢獻。

## 個人生涯
朱厄爾的丈夫是同樣工程師出身的華倫，兩人有兩名成年的子女，並定居在西雅圖。依據今日美國的報導，朱厄爾從2008年開始向民主黨提供大量的競選捐款。

## 內政部長提名
朱厄爾在2013年2月6日被總統巴拉克·歐巴馬提名為美國內政部長以接替肯·薩拉查，她的提名在3月21日由美國參議院的能源和自然資源委員會批准，在22票中獲得19票支持，並且在4月10日由參議院表決以87-11的票數通過任命成為第51任的內政部長。由於她不是在美國本土出生，因此依據美國憲法她不合資格參選美國總統，所以美國總統繼任順序將會跳過。

## 外部連結
- 薩莉‧朱厄爾的檔案 （页面存档备份，存于）
- 董事檔案 在華盛頓大學的檔案
- President's Message （页面存档备份，存于） 休閒娛樂有限公司的執行長檔案
- 誰是薩莉‧朱厄爾? （页面存档备份，存于）, Catherine Hollander, National Journal, 2013年2月6日

| 政府职务         | 政府职务                      | 政府职务                      |
| ---------------- | ----------------------------- | ----------------------------- |
| 前任： 肯·薩拉查 | 美國內政部部長 2013年至2017年 | 繼任： 凱文·霍格魯德 （代理） |